# Cantone di Acosta
Il cantone di Acosta è un cantone della Costa Rica facente parte della provincia di San José.

## Geografia antropica

### Suddivisioni amministrative
Il cantone  è suddiviso in 5 distretti:
- Cangrejal
- Guaitíl
- Palmichal
- Sabanillas
- San Ignacio